# كارولا هانسون
كارولا هانسون (بالسويدية: Carola Hansson)‏ هي مترجمة وكاتِبة سويدية، ولدت في 7 سبتمبر 1942 في ستوكهولم في السويد.